# Nakone

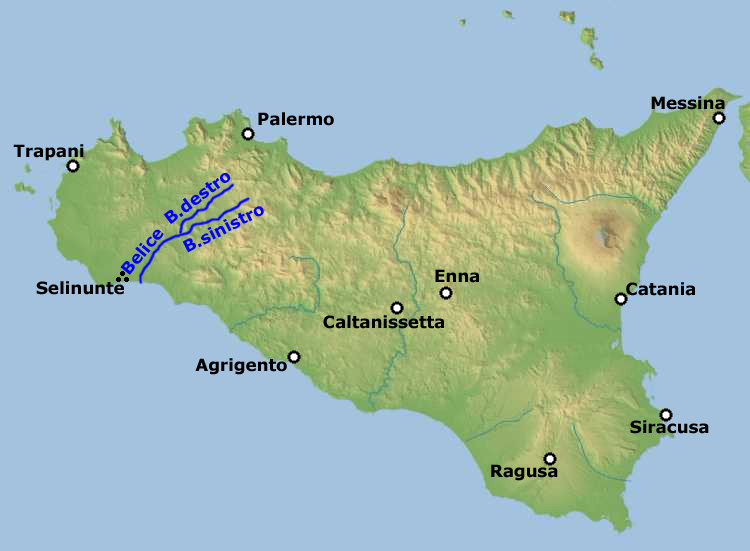
Il corso del Belice nella Sicilia occidentale. La Valle del Belice, ospitò probabilmente il sito di Νακώνη.

Nakone (o Nacone, in greco antico Νακώνη) è un'antica città scomparsa della Sicilia, resa nota da due scarne fonti letterarie e, soprattutto, dai cosiddetti Decreti di Nakone. La sua ubicazione, ancora sconosciuta, dovette essere in area occidentale, probabilmente nella Valle del Belice. La sopravvivenza della città non dovette andare oltre l'epoca ellenistica, senza mai giungere, quindi, alla dominazione romana.

## Fonti

### Decreti di Nakone
I Decreti di Nakone costituiscono una preziosa testimonianza epigrafica: si tratta di tavolette bronzee redatte nel III secolo a.C., allo scopo di suggellare e disciplinare la ricomposizione di un conflitto intestino (stasis) che aveva colpito la città. Queste tavole potrebbero risalire al periodo della prima guerra punica (264-241 a.C.) e, incidentalmente, testimoniano anche come la città (che, al pari di Entella, era occupata da mercenari campani al soldo di Siracusa, fosse a quell'epoca completamente ellenizzata.

### Fonti storico-letterarie e monetali
Molto scarne sono le citazioni provenienti da testi della tradizione storico-geografica e dai reperti monetali ritrovati.

#### Citazioni storiche
Oltre che nelle tavole, il nome della città ricorre solo altre due volte in fonti storico-letterarie, tramandate in modo laconico da tradizioni indirette più tarde:
- Filisto di Siracusa (IV secolo a.C.)[3], apud Stefano di Bisanzio (VI secolo d.C.); lo storico bizantino, autore dell'importante opera storico-geografica Etnica (Ἐθνικά), fornisce per la città l'etnico Naconeo, citando come fonte il sesto libro della Storia della Sicilia di Filisto
- Il Lessico di Suda dà menzione della cittadina tramite la scarna voce Νακώνη, per i cui contenuti si rifà agli Etnica di Stefano di Bisanzio: della città, oltre al nome (che viene reso con l'omega alla seconda vocale, anziché l'omicron), viene indicata la sola generica ubicazione in Sicilia.[4]

### Fonti numismatiche
Dell'esistenza della città, e dell'esattezza del nome tramandato dalle fonti scritte, fanno fede anche alcuni tipi monetali sicuramente riferibili alla città, che esibiscono le legende ΝΑΚΟΝΑΙΟΝ (V secolo a.C.) e NAKONHS (IV secolo a.C.). Sulla monetazione di IV secolo è presente anche la legenda ΚΑΜΡΑΝΩΝ. Entrambe si fondono nell'etnico ΝΑΚΟΝΑΙΟΝ ΚΑΜΡΑΝΩΝ, cioè «dei naconiani campani», un riflesso dell'occupazione mercenaria campana che coinvolse anche altre città, come Entella e Aitna.
Esistono, inoltre, alcune coniazioni che recano la legenda N o NA. Alcune congetture vorrebbero tali sigle essere riferite a Nakon: si tratta di coniazioni successive al 241 a.C., quindi posteriori alla prima guerra punica, ritrovate in area settentrionale. Tuttavia, esse non possono essere considerate con sicurezza come espressioni della monetazione di Nakone.

## Ubicazione

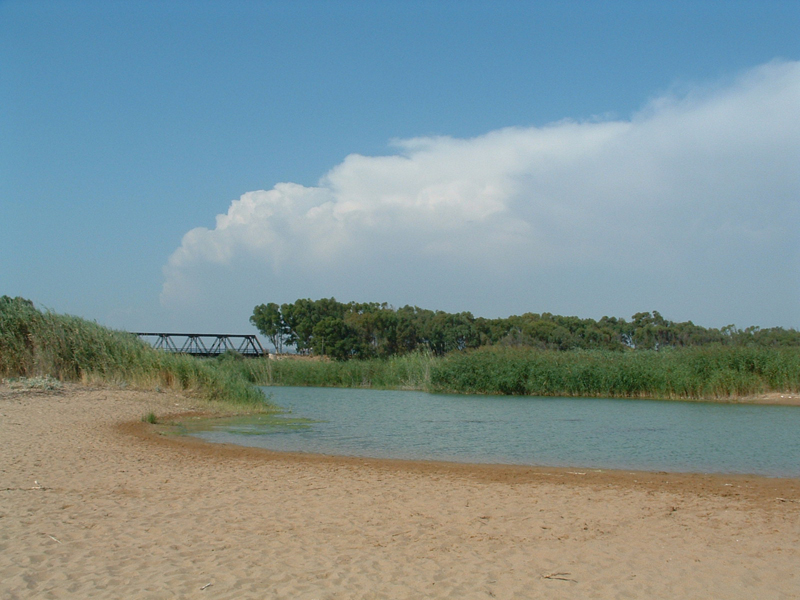
Nella valle del fiume Belice, qui alla sua foce, è da ricercare il probabile sito di edificazione di Nakone

L'ubicazione di Nakone è sconosciuta. L'archeologo Paolo Orsi propendeva per una collocazione in Sicilia centrale, nel comune di Piazza Armerina, a sud della quale vi è un monte Naone (o Navone), su cui sono emerse delle rovine, il cui toponimo rimanderebbe per assonanza al nome della città antica. Un'ubicazione alternativa è stata anche proposta nell'area di Solunto, sulla costa settentrionale, ricadente nella sfera di influenza cartaginese: ma si tratta di un'argomentazione assai ardua da sostenere, basata com'è sulla dubbia e problematica associazione della città di Nakone alla monetazione con legenda N o NA, già citata in precedenza.
Al contrario, invece, molti elementi rimandano a un ambiente geografico della Sicilia occidentale, in area elima: una collocazione occidentale, ad esempio, è suggerita dagli stessi decreti, in cui si citano ambasciatori da Segesta intervenuti nella ricomposizione di quella stasis che ne aveva dilaniato la coesione sociale. Altro indizio è fornito dalle circostanze della scoperta dei decreti, che sembra essere avvenuto in contemporanea al ritrovamento dei decreti di Entella.
Considerazioni basate sulla distribuzione spaziale di quei tipi monetali di cui è sicura la pertinenza a Nakone indicano come probabile un'ubicazione nella valle del Belice.

## Scomparsa della città
Se si scartano le già citate coniazioni con legenda Ν o ΝΑ, difficilmente ascrivibili alla città di Nakone, viene a mancare qualsiasi altro elemento in grado di testimoniare la vitalità di questo centro civico dopo la conclusione della prima guerra punica. La più tarda testimonianza diretta sulla sopravvivenza di Nakone rimane, quindi, quella desumibile dalle citate tavole bronzee: se ne deduce che la vita della centro urbano dovette essersi esaurita già in età ellenistica, senza mai giungere all'epoca della dominazione romana in Sicilia. Se si accetta la datazione dei decreti in coincidenza della prima guerra punica, è possibile ipotizzare che il dissidio tra le fazioni interne sia stato esacerbato e inasprito da divergenti orientamenti di politica estera, che si sarebbero polarizzati sui due opposti fronti, quello filo-cartaginese e quello filo-romano.